# Gymnázium Mikuláše Koperníka
Gymnázium Mikuláše Koperníka (GMK) se nachází v Bílovci na ulici 17. listopadu. V roce 1902 byla budova vystavěna jakožto německá obecní a měšťanská chlapecká škola. Ta zde sídlila až do roku 1945.

## Historie
Za druhé světové války sloužila jako lazaret pro německé vojáky. Okolí bylo bombardováno a budova musela být staticky upravena. Po válce čeští občané usilovali o českou školu a tak zde bylo roku 1946 otevřeno Spolkové reálné gymnasium Matice opavské s pozdější změnou názvu na Gymnasium v Bílovci. Od roku 1953 zde pak byla jedenáctiletá střední škola a poté Střední všeobecně vzdělávací škola. Od roku 1978 nese název Gymnázium Mikuláše Koperníka.
Postupně byla dostavěna nová budova, hala, internát a hřiště a okolí bylo upraveno – je zde park a stromová alej. Sklepní prostory budovy byly již za války upraveny a v případě nebezpečí by měly obyvatelům posloužit jako kryty. Na konci 90. let minulého století byl vzhled budovy upraven do současného stavu.
Škola má 6 laboratoří, 3 počítačové učebny přístupné zaměstnancům i žákům. K výuce jazyků přispívají dvě knihovny (němčina a angličtina). Dále škola disponuje sportovní halou, tělocvičnou pro gymnastiku, horolezeckou stěnou, posilovnou a hřištěm s umělým povrchem. V areálu školy je i jídelna, domov mládeže a základní umělecká škola.

## Zajímavosti
- Gymnázium v Bílovci bylo založeno Maticí opavskou 3. září 1946.
- První absolventi opustili školu v roce 1950.
- V roce 1950 úspěšně absolvovalo školu 14 žáků.
- Celkový počet úspěšných absolventů školy je 5067.
- Největší počet maturantů v jednom ročníku je 134 (v letech 1985 a 2001).
- Počet učitelů: 175 Počet zahraničních lektorů: 14 Počet externích učitelů: 81
- Počet ředitelů: 10 (Antoním Frantl, Jan Hanák, Miroslav Rusek, Ota Hon, Bedřich Špaček, Petr Bujok, Radmila Horáková, Václav Vaněk, Vít Schindler, Pavel Mrva), nejdéle ve funkci Miroslav Rusek – 17 let.
- V roce 1974 bylo gymnázium pověřeno Ministerstvem školství ČR péčí o žáky talentované v matematice.
- Název Gymnázium Mikuláše Koperníka nese škola od roku 1978.
- KOKOS je zkratka pro KOperníkův KOrespondenční Seminář, který byl založen žáky našeho gymnázia již v roce 1988. KOKOS funguje nepřetržitě již 28 let. KOKOS je třetí nejstarší matematický korespondenční seminář v Československu.
- Gymnázium patří mezi zakladatele mezinárodní matematické soutěže DUEL, která nepřetržitě probíhá od roku 1993.
- Unplugged je hudebně dramatický festival organizovaný žáky gymnázia. První Unplugged se konal v květnu 1995 v aule školy.
- Gymnázium má k  dispozici pro začínající hudební skupiny hudební zkušebnu s nahrávacím studiem.
- Gymnázium Mikuláše Koperníka v Bílovci bylo, spolu s dalšími 8 školami, Hospodářskými novinami označeno jako prestižní škola. [2]
- Úspěšnost přijetí absolventů ve škol. roce 2010/11 dosahovala 97,5%[3]

## Formy studia
- Osmileté
- Čtyřleté (všeobecné)
- Čtyřleté (matematické)[4]

## Úspěšní absolventi
- Radim Babinec – náměstek primátora Statutárního města Ostravy
- Petr Bohumský – Místopředseda představenstva České pojišťovny, mezinárodní rozhodčí stolního tenisu[5]
- Radek Hartman - člen představenstva ČEPS, a.s.[6]
- Petra Kvitová – profesionální tenistka
- Milan Myška – vysokoškolský profesor
- Jan Světlík – český podnikatel
- Michaela Klimková – lékařka-gynekoložka, zpěvačka a spisovatelka
- Jakub Seidler – hlavní ekonom ING Bank pro ČR[7]
- Eva Stejskalová – majitelka regionální televize
- Vladimír Tomšík – viceguvernér ČNB (2010 – 2018), velvyslanec ČR v Číně od 2019
- Hana Ulmanová - amerikanistka
- Martin Veselka – manažer, ředitel
- Miroslav Žamboch – spisovatel